# Броненосці типу «Амірал Боден»

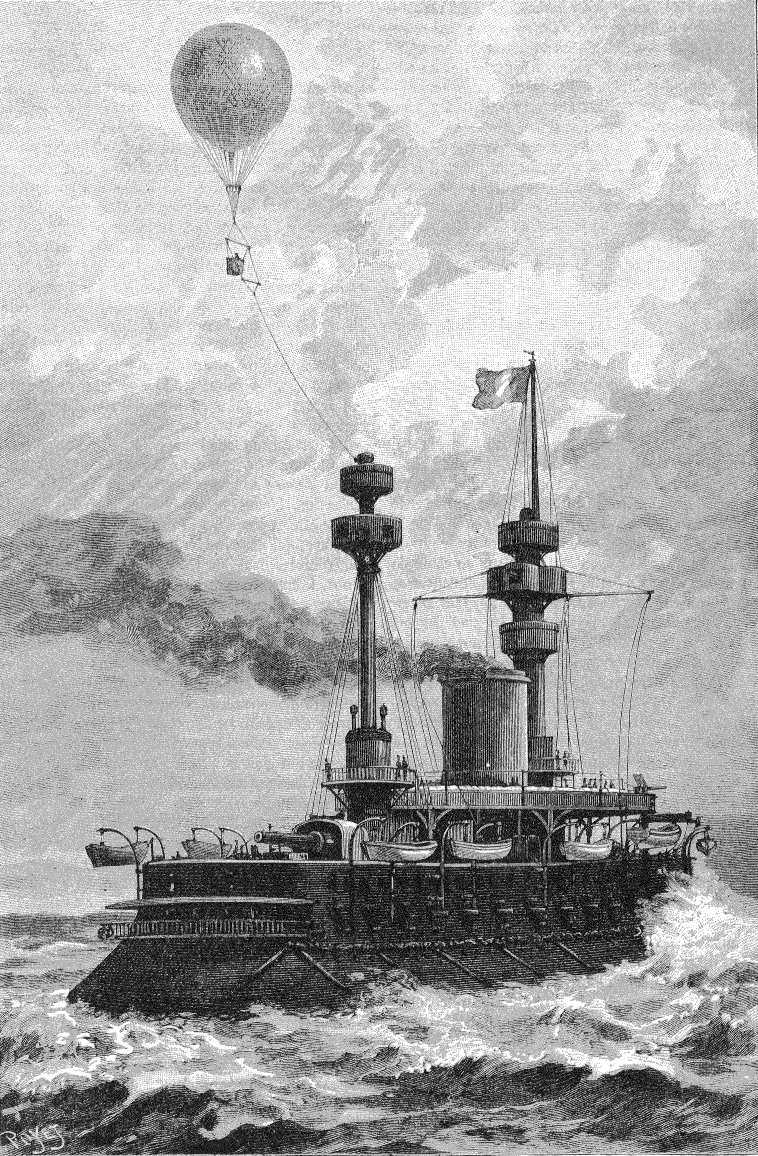
Броненосець «Formidable» типу «Амірал Боден» випробовує прив'язний аеростат, 1890. Художник Louis Poyet

Броненосці типу «Амірал Боден» (фр. Classe Amiral Baudin)— серія з двох великих морехідних броненосців, побудованих для ВМС Франції в 1880-х роках. Були розвитком попереднього проекту Amiral Duperré з посиленою артилерією головного калібру. Служили у складі  флоту до 1900-х, після чого були списані.

## Історія
Ще під час будівництва броненосця «Amiral Duperré», його конструкція піддавалася значній критиці через слабке озброєння. У порівнянні з британськими та італійськими аналогами, оснащеними 406-450-міліметрові нарізними гарматами, французький броненосець був озброєний лише 340 мм. Хоча французькі казеннозарядні гармати і були більш скорострільні ніж дульнозарядні гармати потенційних супротивників, пробивна сила їх снарядів була набагато меншою.
Військово-морська доктрина 1870-х приділяла значну увагу індивідуальній перевазі бойового корабля над ворожим. Тому слабкість головного озброєння французьких броненосців зробила їх об'єктом серйозної критики. Адекватною відповіддю французькі адмірали вирішили створити проект корабля, який розвивав концепцію «Amiral Duperré» але з більш потужною артилерією.

## Конструкція

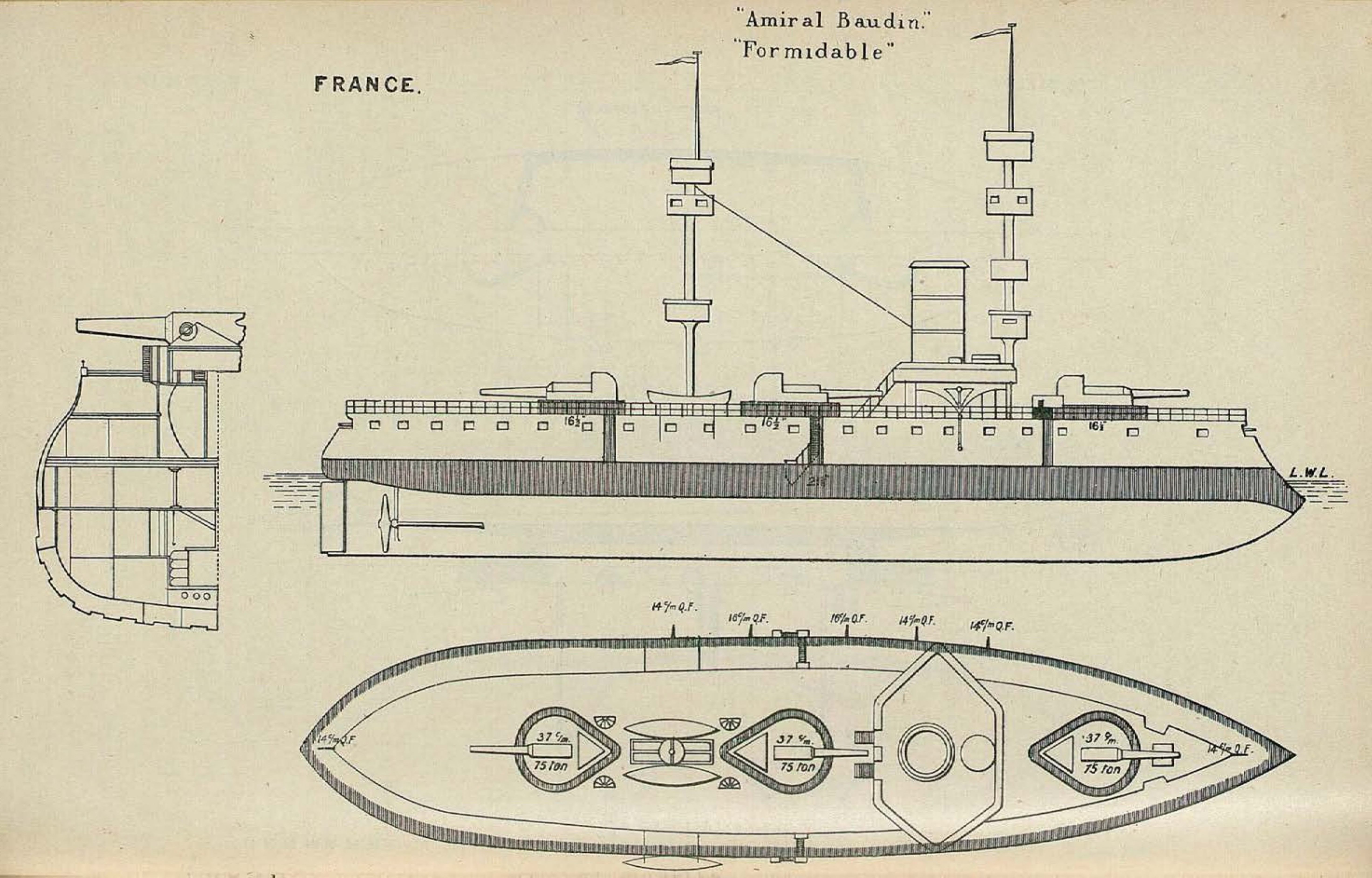
Схема броненосця «Амірал Боден»

Нові броненосці були близькі по конструкції до «Amiral Duperré». Вони були дещо більшими (повна водотоннажність зросла до 12000 тонн), мали характерний для французької кораблебудування високий надводний борт і характерний завал бортів всередину у верхній частині. На відміну від прототипу, два кораблі типу «Амірал Боден» з самого початку будувалися без використання парусного рангоуту і вперше отримали важкі бойові щогли з численними марсами, які згодом стали характерними для французької кораблебудування.

### Озброєння
Головною відмінністю броненосців класу «Амірал Боден» від прототипу було їх озброєння. На зміну 340-міліметровим прийшли набагато більш потужні 370-міліметрові гармати з довжиною стола в 28 калібрів, більш далекобійні, і з більшою пробивною силою. Вага снаряда становив 550 кг. Гармати  розташовувалися в індивідуальних барбетних установках, що мали — через значну довжину нових гармат — витягнуту грушоподібну форму.
На відміну від «Amiral Duperré», всі три гармати головного калібру на броненосцях класу «Амірал Боден» розташовувалися по діаметральної лінії корпусу. Один барбет стояв у носовій частині корпусу, один — в центральній, відразу ж за надбудовою, і один — у кормовій. Носовий вогонь дещо ослаб, що характеризувало черговий етап «метань» французьких кораблебудівників між ідеєю битви в лінії кільватера (де головне значення належало бортового залпу) і ідеї битви у фронтальному строю (де найбільш важливим був залп носової і кормової).
Подібно іншим французьким кораблям, броненосець отримав дуже потужну допоміжну артилерію. Чотири 163-міліметрових і десять 140-міліметрових гармат стояли батареї на головній палубі: на кожен борт стріляло за два 163-міліметрових і чотири 140-міліметрових гармати, і ще по одній 140-миллимтеровій гарматі стояло в носовій і кормовій краях. Батарея гармат середнього калібру не захищалася бронею і була вразлива для будь-яких влучень, тим не менш, допоміжне озброєння французьких кораблів було набагато більш потужним ніж у британських та італійських аналогів.
У підводній частини корпусу розташовувалися шість 450-міліметрових торпедних апаратів: чотири в носовій частині і два на кормі.

### Бронювання
Бронювання кораблів повторював схему «Amiral Duperré». Кораблі мали вузький броньовий пояс, що проходить по всій довжині корпусу вздовж ватерлінії. Товщина плит з кованого заліза досягала в центрі корпусу 560 міліметрів, до країв зменшуючись до 400 (носі) — 350 (у кормі) міліметрів. Хоча висоту пояса вдалося трохи збільшити, він все ж залишав незахищеною більшу частину надводного борту, а при повному завантаженні практично ховався під водою.
На броньовий пояс спиралася 80-міліметрова броньовий палуба, що прикривала від влучань підводні частини корабля.
Барбети головного калібру були захищені 420-міліметровими плитами з броні «компаунд». Барбети забезпечували надійний захист гарматним механізмам і прислузі, але як і в попередньому проекті, стояли на верхній палубі і під ними залишався великий незахищений простір, абсолютно відкритий для влучень снарядів. У результаті, вибух великокаліберного снаряда під барбетом міг вивести установку з ладу, навіть не пробивши її броню.

## Модернізація
З самого початку бойової служби, кораблі класу «Амірал Боден» піддавалися кількаразовим модернізаціям. В основному зміни полягали у посиленні (по мірі збільшення ефективності торпед і, відповідно, загрози від міноносців) дрібнокаліберної артилерії: ще у 1880-х броненосці отримали п'ять 47-міліметрових гармат Гочкіса і 11 37-міліметрових револьверних гармат. Легка артилерія встановлювалася на надбудовах і на платформах на щоглах.
У 1898 році французи спробували капітально модернізувати ці вже явно застарілі броненосці, пристосувавши їх до нових умов війни на морі. На кожному броненосці, центральну 370-міліметрову гармату було демонтовано разом з барбетом, і замінено на броньований каземат з чотирма 164-міліметровими скорострільними гарматами сучасного зразка. Кормові торпедні апарати зняли: демонтували і застарілі 37-міліметрові гармати, замінивши їх більш потужною легкою артилерією. Тим не менш, ніяка модернізація вже не могла перетворити старі кораблі у щось більше ніж допоміжну силу, в кращому випадку придатну для застосування на другорядних театрах.

## Оцінка проекту
Броненосці «Амірал Боден» були, по суті, розвитком проекту «Amiral Duperré». На них було суттєво посилено озброєння головного калібру і змінені ряд конструктивних елементів. Деякі особливості цих кораблів — вузький броньовий пояс, відсутність рангоуту, високі й важкі бойові щогли — стали в подальшому характерною особливістю всіх французьких броненосців. Кораблі цього типу відрізнялися хорошою морехідністю і потужним і ефективним озброєнням.
Тим не менше, головний недолік прототипу — не надто раціональну схему бронювання — виправити не вдалося. Велика частина надводного борту кораблів залишалася повністю незахищеною, включаючи основу барбетів. Броньовий пояс, який захищав ватерлінію, був настільки вузьким, що при будь-якому хвилюванні хвилі б переповнювали пробоїни, заподіяні ворожими снарядами  артилерією вище лінії бронювання. Хоча корпус корабля був розділений 11 поперечними і однією поздовжньою перегородкою на водонепроникні відсіки, при відсутності броньового захисту в надводної частини корпусу забезпечити його живучість у відкритому морі було б дуже важко. Крім того, адмірали відзначали погану маневреність кораблів.